# 費舍爾斯堡 (印地安納州)
費舍爾斯堡（英語：Fishersburg）是位於美國印地安納州麥迪遜縣的一個非建制地區。該地的面積和人口皆未知。